# Submarine (1928)
Submarine is een Amerikaanse dramafilm uit 1928 onder regie van Frank Capra. De film werd destijds uitgebracht onder de titel De ondergang van de S.44.

## Verhaal
Twee zeelieden zijn gezworen kameraden. Aan hun vriendschap komt een einde, wanneer ze allebei verliefd worden op hetzelfde meisje. Ze zetten hun verschillen opzij, wanneer een van hen in moeilijkheden zit in een onderzeeër en de ander hem moet redden.

## Rolverdeling
| Acteur          | Personage     |
| --------------- | ------------- |
| Jack Holt       | Jack Dorgan   |
| Dorothy Revier  | Bessie Dorgan |
| Ralph Graves    | Bob Mason     |
| Clarence Burton | Commandant    |